# 近藤洋太
近藤 洋太（こんどう ようた、1949年7月16日 - ）は、日本の詩人・文芸評論家。
福岡県久留米市出身。福岡県立明善高等学校を経て、1973年中央大学商学部経営学科卒業。
大学在学中は中大ペンクラブに所属。卒業間際に檀一雄主宰の「ポリタイア」に参加し、林富士馬、真鍋呉夫、古木春哉、谷崎昭男ら「日本浪曼派」にゆかりのある人物たちの知遇を得る。1980年代には「SCOPE」などの同人雑誌に参加。現在、歴程、鷹同人。詩誌「スタンザ」発行。日本文芸家協会会員。また2007年より2021年まで日本大学芸術学部文芸学科非常勤講師を勤めた。

## 著書・著作
- 詩集『もがく鳥』 私家版 1978年
- 詩集『七十五人の帰還』 七月堂 1981年
- 詩集『カムイレンカイ』 一風堂 1985年
- 評伝『矢山哲治』 小沢書店 1989年
- 評論集『反近代のトポス』 葦書房 1991年
- 詩集『水縄譚』 思潮社 1993年
- 詩集『水縄譚其弐』 思潮社 2000年
- 評論集『〈戦後〉というアポリア』 思潮社 2000年
- 評論集『保田與重郎の時代』 七月堂 2003年
- 詩集『匿名のサイン』書肆燕語亭 2010年
- 楽譜『水縄抄』マザーアース 2011年
- 詩集『筑紫恋し』思潮社 2011年
- 詩集『果無』思潮社 2013年
- 評論集『人はなぜ過去と対話するのか――戦後思想私記』 言視舎 2014年
- 詩集『CQ I CQ』 思潮社 2015年
- 現代詩文庫231『近藤洋太詩集』 思潮社 2016年
- 評伝『辻井喬と堤清二』 思潮社 2016年
- 評論集『詩の戦後――宗左近／辻井喬／粟津則雄』書肆 子午線 2016年
- 詩集『SSS』 思潮社 2017年
- 評論集『ペデルペスの足跡―日本近代詩史考』 書肆 子午線 2018年
- 評伝『眞鍋先生ー詩人の生涯』 書肆 子午線 2020年
- 詩集『６９』 思潮社 2022年

## 編著
- 『中桐雅夫詩集』 芸林書房 2002年